# Parafia Niepokalanego Serca Najświętszej Maryi Panny w Częstochowie
Parafia Niepokalanego Serca Najświętszej Maryi Panny w Częstochowie – rzymskokatolicka parafia, położona w dekanacie Częstochowa – św. Józefa, archidiecezji częstochowskiej w Polsce, erygowana w 1958.

## Historia
Z inicjatywy częstochowskiego architekta Stanisława Oseta w 2005 r. kuria i Stowarzyszenie Architektów Polskich zorganizowały pod patronatem arcybiskupa częstochowskiego konkurs na projekt kościoła. Konkurs ogłaszano czterokrotnie, nie znajdując w początkowych turach odpowiadającego kurii projektu. W ostatniej turze spośród 26 prac wygrał i realizowany był modernistyczny projekt Romualda Loeglera – oprócz projektu budynku zaplanować należało także jego dokładną lokalizację. Podczas pielgrzymki do Polski w maju 2006 r. papież Benedykt XVI poświęcił na Jasnej Górze kamień węgielny, który wmurowano w sierpniu następnego roku. Do stanu surowego doprowadzono budynek w 2011 roku.
Świątynia wzniesiona w stylu modernistycznym miała ascetyczny charakter realizowany poprzez stosowanie surowego betonu, duże przeszklenie portalu wejściowego oraz grę światła we wnętrzu. Wygląd budowli miał łączyć charakter parafialny z funkcją świątyni położonej na szklaku pielgrzymkowym.
Jesienią 2015 roku we wnętrzu zamurowano podświetlony krzyż w ścianie ołtarzowej i namalowano obrazy o niskiej wartości artystycznej przedstawiające sceny z Pisma Świętego na tle dzielnicy Mirów.